# Heimatecke
Heimatecke er en miniaturepark i Waschleithe i Sachsen. Parken blev åbnet i 1961 og er på ca. 3.000 m² med over 80 modeller i størrelsesforholdet 1:40. Landskabet er en efterligning af et weihnachtsberg fra Erzgebirge indpasset i et naturligt landskab med klipper og bonsaiagtige træer. Nogle af modellerne drives af vand fra Seifenbach, et tilløb til Oswaldbach, mens andre drives elektrisk. Derudover er der gengivet typiske scener af livet i Erzgebirge.

## Modeller
Blandt modellerne i Heimatecke er en række kendte bygningsværker fra Erzgebirge:
- Burg Scharfenstein
- Kloster Grünhain
- Schloss Augustusburg
- Schloss Schlettau
- Schloss Schwarzenberg
- Burg Kriebstein
- Burg Scharfenstein
- Rundkirche Carlsfeld
- Dudelskirche i Waschleithe
- Stadtkirche St. Georgen i Schwarzenberg
- Talsperre Pöhl
- Drahtseilbahn Erdmannsdorf–Augustusburg
- Frohnauer Hammer
- Silberwäsche i Antonsthal
- Pulverturm (Johanngeorgenstadt)